# 里奇利鎮區 (內布拉斯加州道奇縣)
里奇利鎮區（英語：Ridgeley Township）是位於美國內布拉斯加州道奇縣的一個行政鎮區。

## 地方資料
里奇利鎮區的面積為93.17平方千米，皆為陸地。根據2020年美國人口普查的數據，當地共有人口190人，而人口密度為每平方千米2.04人。